# Theodor Springmann junior

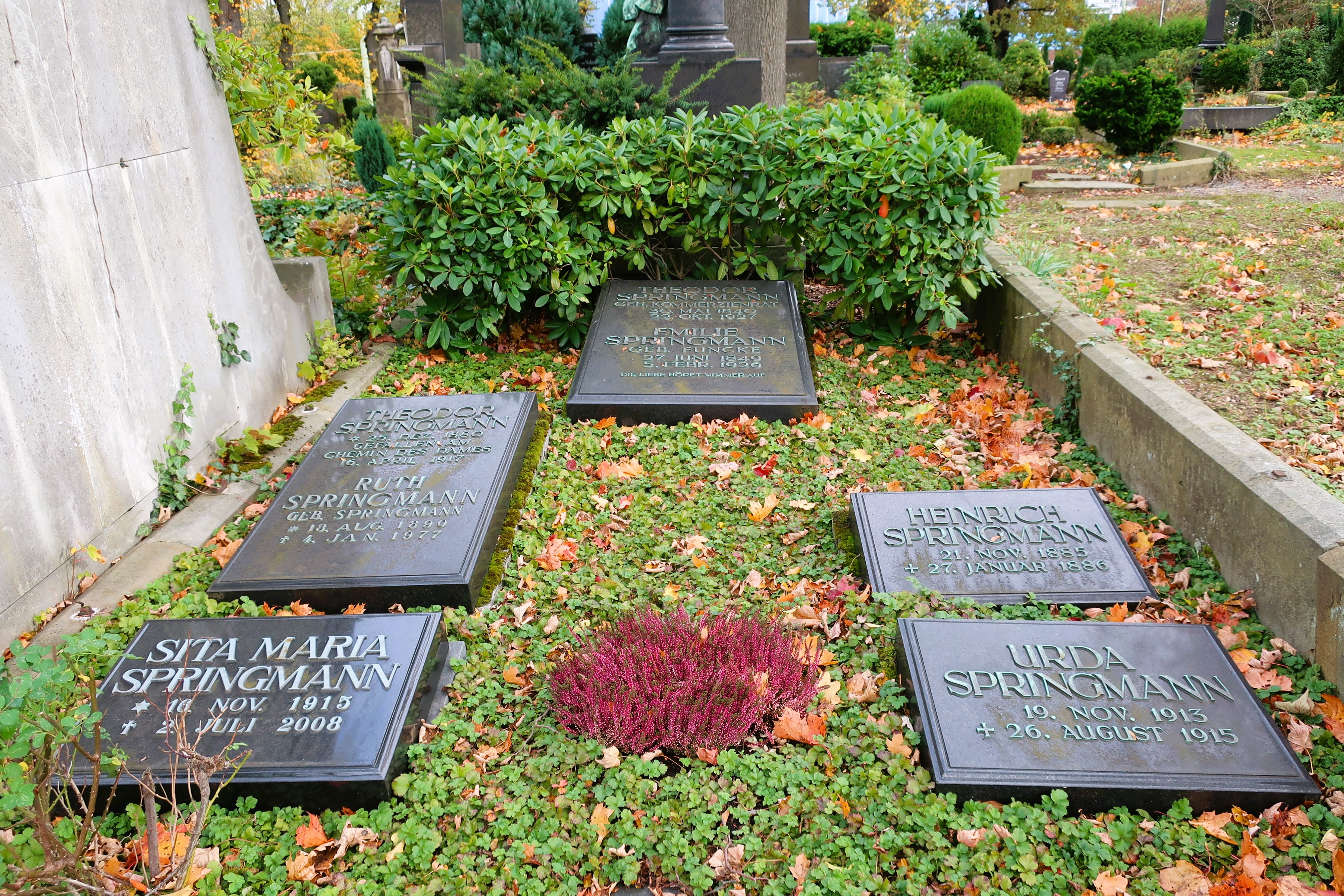
Ruhestätte Springmann auf dem Buschey-Friedhof in Hagen

Theodor Springmann junior (* 25. Dezember 1880 in Hagen, Westfalen; † 16. April 1917 am Chemin des Dames) war ein deutscher Autor und Übersetzer.

## Leben
Springmann war ein Sohn des Hagener Industriellen Theodor Springmann senior. Er lebte in Hagen und wurde bekannt durch seine postum erschienene Übersetzung der Bhagavad Gita, einer der zentralen Schriften des Hinduismus.
Springmann diente im Ersten Weltkrieg als Offizier. Wenige Monate nach Abschluss seiner Bhagavad-Gita-Übersetzung fiel er 1917 während der Schlacht an der Aisne als Kommandeur eines Minenwerfer-Kommandos.
Sein Sohn ist der ökologische Landwirt Baldur Springmann.

## Werke
- Deutschland und der Orient: das Kolonialreich der Zukunft auf geistigem und materiellem Gebiet. Otto Hammerschmidt, Hagen 1915.
- Bhagavad-Gītā: Der Gesang des Erhabenen. Vom Sanskrit ins Deutsche übertragen von Theodor Springmann. Saal, Hamburg 1920. 9. Auflage: Schwab, Schopfheim 1962.